# 痴漢電車 夢見る桃色なすび
『痴漢電車 夢見る桃色なすび』（ちかんでんしゃ ゆめみるももいろなすび）は、2020年に公開された日本映画。小関裕次郎監督、深澤浩子脚本。

## 概要
オーピー映画2020年正月映画として同年1月1日に劇場公開。ピンク映画・痴漢電車シリーズの1作。また監督を務める小関裕次郎にとって『ツンデレ娘 奥手な初体験』に続く劇場公開監督作品第2作となる。
痴漢される鉄道は「大和菱形線」「新京縦横線」という架空の電鉄路線。
クライマックスに向かうところで終わる未完ともいえる内容であるが、主演・佐倉の引退宣言を受けて「続きが見たくなる作品にしたい」という意図であることが脚本・深澤の舞台あいさつで明かされている。
未完という終わり方には賛否あり、翌年痴漢電車シリーズが未製作だったこともあり、後年脚本の深澤は「もしかしたら夢見る桃色なすびのせいなのかなと、少し心配しています」とインタビューに答えている。

## あらすじ
会社員である優壬は通勤中、未己に痴漢行為をはたらいてしまう。未己に捕まり、観念した優壬だったが、未己から痴漢行為は運命による導きであり、自分が闇の軍団と戦う戦士だと告げられる。

## キャスト

### 光の戦士
五行説に基づき集められた戦士という名の一般人。都内で痴漢が多発しているのは「大和菱形線」「新京縦横線」が作る結界が壊れ始めてきていると人員を収集しているが、基準は苗字に含まれる文字を基にする勘である。廃工場を基地とし、休日に定期飲み会を開いている。
土門未己
演 - 佐倉絆
土を司る戦士。苗字の読みは「つちかど」。冷静沈着な女性。パワー回復は穂村とのセックスで行う。逆に清水と恋心を抱くと土と水が交わると澱んでしまうのと同じく、互いの力を減退させてしまう。澱んだ心の隙間を狙わられ、闇の戦士側にもスカウトされる。
鈴木加乃恵
演 - 鳥越はな
金を司る戦士。丸メガネの女性。加入時点では処女だったが、清水の命を救うために喪失した。パワー回復は未己とのセックスで行う。
清水優壬
演 - 可児正光
水を司る戦士。妄想癖のある営業職のサラリーマンで、戦士の自覚は全くなく逆に怪しんでいるが、未己に痴漢してしまった負い目もあり光の戦士に加入する。闇の攻撃を受け、何度か仮死状態に陥るも、加乃恵からのパワー注入により取り留めている。
森田甲太郎
演 - 竹本泰志
木を司る戦士。着流しひげ姿のワイルドな風貌だが、職業はコンビニでバイトするフリーター。パワー回復は清水とのセックスによりなされるはずだが、清水の拒否が重なりいまだ行われたことはない。
穂村翔丙
演 - ケイチャン
火を司る戦士。元オカルト雑誌常連投稿者。常に背広姿だが深夜シフト勤務者。光の戦士ののリーダーで、理論やルールつくりなども構築。

### 関係者
灰原丁子
演 - 卯水咲流
清水に痴漢されたことのある心理療養士。
上司
演 - 森羅万象
清水の上司。

### 闇の戦士
結界に封印された都心某所にある竜の心臓の解放を求めるチーム。本人たちの主張は闇ではなく、暁。
葵生川露子
演 - 里見瑤子

根本乙希
演 - 和田光沙

金子辛之介
演 - 津田篤

## スタッフ
- 監督：小関裕次郎
- 脚本：深澤浩子
- 撮影監督：創 優和
- 録音：小林徹哉
- 編集：鷹野朋子
- 助監督：小鷹裕
- 選曲：大河内健
- 整音：Bias Technologist
- スチール：本田あきら
- カラリスト：如月生雄、やよいあい
- 仕上げ：東映ラボ・テック
- 制作：鯨屋商店
- 提供：オーピー映画